# جان دو بريبوف
القديس جان دو بريبوف (بالفرنسية: Jean de Brébeuf)‏ (25 مارس 1593- 16 مارس 1649)، كان مبشرًا يسوعيًا فرنسيًا سافر إلى فرنسا الجديدة (كندا) عام 1625. عمل مبدئيًا مع قباذل هورون (شعب ياندوت) بقية حياته، باستثناء بضعة سنوات قضاها في فرنسا بين عامي 1629 و1633. تعلم لغتهم وثقافتهم، وكتب بشكل مكثف عن كل منها لمساعدة المبشِّرين الآخرين.
عام 1649، وقع بيربوف ومبشِّر آخر في الأسر عندما هاجم مجموعة من الإيراكوي إحدى قرى هورون (يُشار إليها بالفرنسية باسم سانت لويس). تعرض المبشِّران مع بعض الأسرى الآخرين من هورون إلى طقوس تعذيب وقُتِلوا في 16 مارس من عام 1649. طُوِّب بريبوف عام 1925 وأُعلنت قداسته مع ثمانية مبشِّرين يسوعيين وأصبحوا قديسين في الكنيسة الكاثوليكية عام 1930.

## السيرته الذاتية

### التبشير
بعد عمله مضيفًا مدة ثلاث سنوات في جامعة روان، اختار أسقف الأبرشية في فرنسا -الأب بيير كوتون- بريبوف لبدء البعثات التبشيرية في فرنسا الجديدة.
في شهر يونيو من عام 1625، وصل بريبوف إلى كيبيك مع الآباء تشارلز لالومان وإينيموند ماسي، بالإضافة إلى الإخوة العلمانيين فرانسوا تشارتون وجيلبرت بوريل. عمل في سانت ماري بين شعب هورون. عاش بريبوف نحو خمسة أشهر مع قبيلة في مونتانيا، يتحدث أفرادها اللغة الألغونكوية. نُقل لاحقًا عام 1626 إلى هورون مع الأب آن نوي. منذ ذلك الوقت، عمل بريبوف مبشرًا لهورون بشكل رئيس التي يتحدث شعبها اللغة الإيراكوية. أقام بريبوف مدة قصيرة مع قبيلة بير (بالإنجليزية: Bear) في تيني في أونتاريو، لكن لم يحالفه النجاح في جعلهم يعتنقون الكاثوليكية. نُقل إلى كيبيك بسبب الخطر الإنجليزي الذي كان يواجه المستعمرة برمتها. وصل إلى كيبيك في 17 يوليو من عام 1628 بعد غياب استمر سنتين. في 19 يوليو من عام 1629، استسلم صمويل دو شامبلان، وعادت البعثات التبشيرية إلى فرنسا.

### البعثات التبشيرية
في روان، عمل بريبوف خطيبًا وكاهن اعتراف، وأقسم عهوده اليسوعية الأخيرة عام 1630. بين عامي 1631 و1633، عمل بريبوف مضيفًا، وقسًا، وكاهن اعتراف في جامعة أو(سين-ماريتيم) في شمال فرنسا. عاد إلى فرنسا الجديدة عام 1633، حيث عاش وعمل بقية حياته.
اختار بريبوف مركز سانت جوزيف مع أنطوان دانييل وأمبروا دافوست ليكون مركز النشاط التبشيري في هورون. في ذلك الوقت، عانى شعب هورون من أوبئة الأمراض الأوراسية الجديدة التي نقلها الأوروبيون. ارتفعت معدلات موتهم بسبب غياب مناعتهم ضد الأمراض المستوطنة في أوروبا منذ زمن طويل. ألقوا اللوم على الأوروبيين، ولم يفهم أي من الأطراف الأسباب.
أطلق عليه شعب هورون اسم إيكون، وشارك بريبوف بشكل شخصي بالتعليم. منحته محادثاته الطويلة مع أصدقائه من هورون معرفة جيدة بثقافتهم ومعتقداتهم الروحية. تعلَّم لغتهم وعلَّمها لمبشِّرين ومستعمرين آخرين. يصف يسوعيون آخرون مثل بول راغينو هدوءه وتأقلمه مع طريقة شعب هورون في الحياة.
وُصفت جهوده لتطوير سجل إثنوغرافي كامل لهورون بأنها «أطول وأكثر الأوصاف الإثنوغرافية طموحًا في كل العلاقات اليسوعية». حاول بريبوف إيجاد نقاط شبه بين الدين في هورون والمسيحية، ليسهل عملية اعتناق شعب هورون للديانة الأوروبية. عرف شعب هورون عن بريبوف مهاراته الشامانية الواضحة، خصوصًا في الاستمطار. رغم جهوده ليتعلم طرقهم، اعتبر معتقدات شعب هورون الروحية غير متطورة وأنها «أوهام حمقاء»، وصمَّم على أن يعتنقوا المسيحية. لم يحظَ بريبوف بشهرة عامة في هورون، إذ اعتقد عديدون أنه ساحر. بحلول عام 1640، مات نصف شعب هورون تقريبًا بسبب الجدري ومزقت الخسائر مجتمعهم. توفي العديد من الأطفال والمسنين. بعد رؤيتهم من يحبونهم يموتون أمام أعينهم، بدأ العديد من شعب هورون يستمعون إلى كلمات المبشِّرين المسيحيين الذين ظهروا بمظهر الأقوياء لأنهم لم يتأثروا بالمرض.
كان تقدُّم بريبوف بصفته مبشرًا في الهداية بطيئًا. لم يوافق البعض من شعب هورون على أن يُعَمَّدوا مسيحيين حتى عام 1635. ادَّعى أنه جعل 14 شخصًا يعتنقون المسيحية عام 1635، وبحلول العام التالي، ارتفع العدد إلى 86. عام 1636، كتب تقريرًا مفصَّلًا عن كيف يقيم شعب هورون عيدًا لموتاهم، وهي عملية إعادة إحياء جماعية لبقايا الأحباء بعد نقل مكان إقامتهم إلى قرية أخرى. رافق ذلك طقوس متقنة وتبادل هدايا. في أربعينيات القرن العشرين، أُجري تنقيب أثري في الموقع الذي وصفه بريبوف، ما أكَّد العديد من ملاحظاته.
عام 1638، سلّم بريبوف قيادة الحملة التبشيرية إلى جيروم لالومان بدلًا من القديس جوزيف. عام 1640، بعد مهمة غير ناجحة في إقليم نيوترال نيشن (بالإنجليزية: Neutral Nation)‏، كُسرت عظمة الترقوة عند بريبوف. أُرسل إلى كيبيك ليتلقى العلاج اللازم، وعمل هناك نائبًا عامًا للبعثة. علَّم شعب هورون، وعمل كاهن اعتراف ومستشارًا لجماعة أورسولاين وفرسان الإسبتارية. في أيام الأحد والأعياد، كان يلقي خطبًا في المستعمرات الفرنسية.

### عمله اللغوي
ألزم التعليم الصارم للمعاهد اللاهوتية المسيحية المبشِّرين بتعلِّم اللغات الأم للشعوب. لكن بينما تعلموا اللغات الكلاسيكية والرومانسية، واجهوا صعوبات في تعلم القواعد المختلفة للغات العالم الجديد الأصلية. أطَّر تعليم بريبوف الديني دراسته للغات. حاول علم اللاهوت الكاثوليكي الحالي التوفيق بين معرفة لغات العالم والروايات في الكتاب المقدس حول برج بابل؛ لأنها كانت أساس التاريخ الأوروبي. يمكن ملاحظة هذا التأثير في نقاشه حول اللغات في قصصه التي جُمعت في كتاب العلاقات اليسوعية.
كانت قدرات جان دو بريبوف اللغوية الرائعة أحد أسباب اختياره للبعثة التبشيرية في هورون عام 1626. يتميز بالتزامه بتعلِّم لغة هورون. يتعلم الأشخاصُ ذوو السلوك الإيجابي تجاه اللغةِ اللغةَ بشكل أسهل من غيرهم. عُرف بريبوف على نطاق واسع بأنه يتقن أفضل أسلوب خطابي بلغة أصلية، فيستخدم المجاز، والإسهاب، والتكرار. لكن تعلم اللغة كان صعبًا ما جعله يرسل إلى المبشرين منذرًا إياهم بالصعوبات.
لتبرير قلة عدد التحولات إلى المسيحية، لاحظ بريبوف أن على المبشرين إتقان لغة هورون أولًا. أظهر التزامه بهذا العمل أن مفهوم الوضوح المتبادل كان أساسيًا لإيصال الأفكار الدينية المعقدة والمجردة. كان يؤمن أن تعلم اللغة الأم للشعب أمر أساسي للبعثات اليسوعية، لكنه لاحظ أنها كانت مهمة صعبة إلى درجة أنها استهلكت معظم وقت القساوسة. شعر بريبوف أن الهدف الرئيس في حياته المبكرة في فرنسا الجديدة هو تعلم اللغة.
مع ازدياد كفاءته في لغة ياندوت، تفاءل بريبوف بتحقيق أهداف بعثته. من خلال فهم معتقدات هورون الدينية وإيصال الأسس المسيحية، ضمن انتشار اعتناق المسيحية. أدرك أن الناس لن يتخلوا عن كل معتقداتهم التقليدية.
عمل بيربوف دون كلل لتسجيل اكتشافاته لإفادة المبشرين الآخرين. بنى على أساس عمل كاهني ريكولكتس ولكنه طور الدراسة بشكل ملحوظ، خصوصًا في تمثيله للأصوات. اكتشف وكتب تقارير عن الكلمات المركبة بلغة هورو، والتي قد تكون إسهامه اللغوي الأهم. كان لهذا التقدم المفاجئ نتائجه على الدراسات اللاحقة، إذ أصبح أساس كل الأعمال اللغوية اليسوعية اللاحقة.

## روابط خارجية
- جان دو بريبوف على موقع الموسوعة البريطانية (الإنجليزية)
- جان دو بريبوف على موقع ميوزك برينز (الإنجليزية)
- جان دو بريبوف على موقع أول ميوزيك (الإنجليزية)
- جان دو بريبوف على موقع ديسكوغز (الإنجليزية)